# Döberitzer Heide

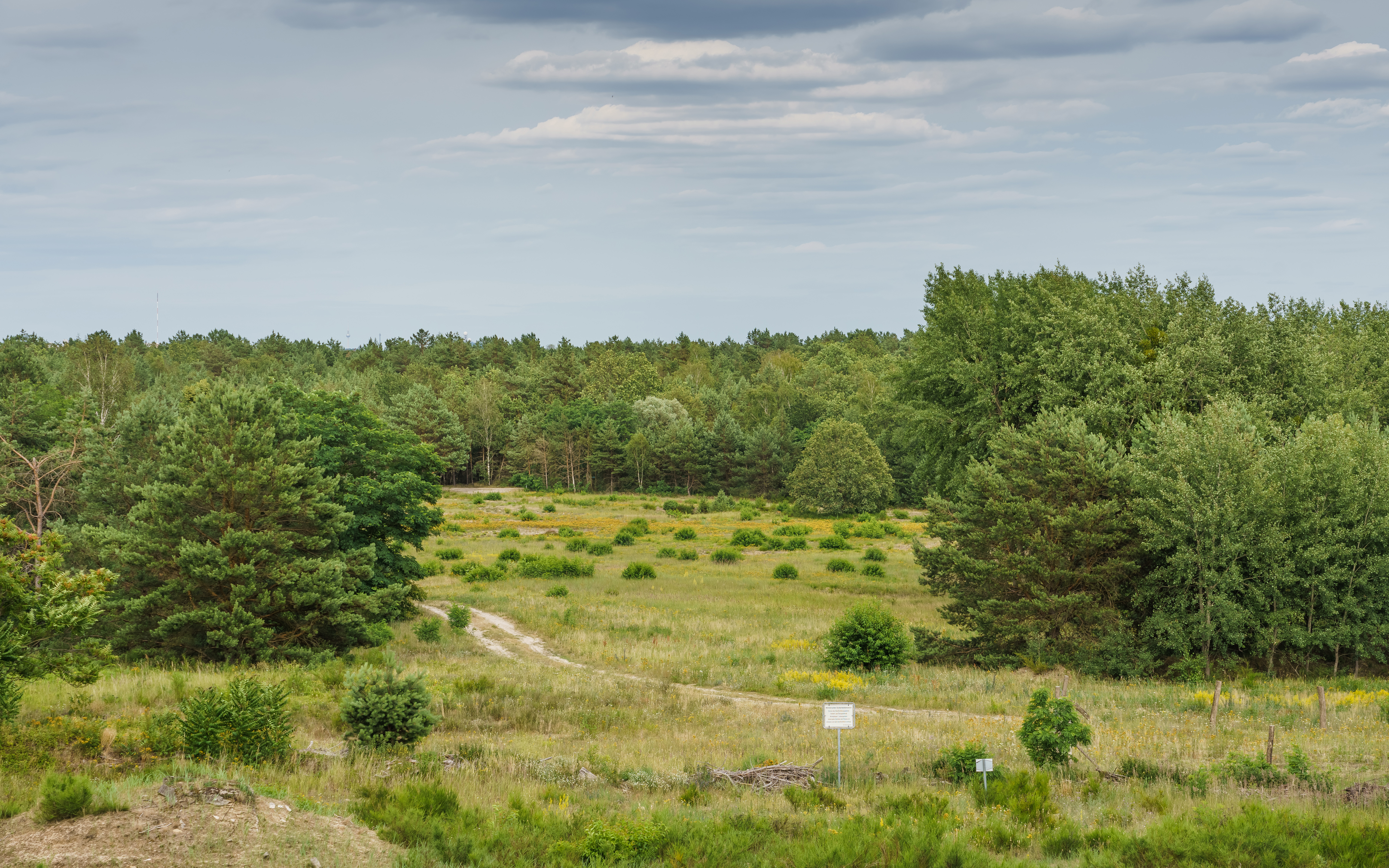
Döberitzer Heide

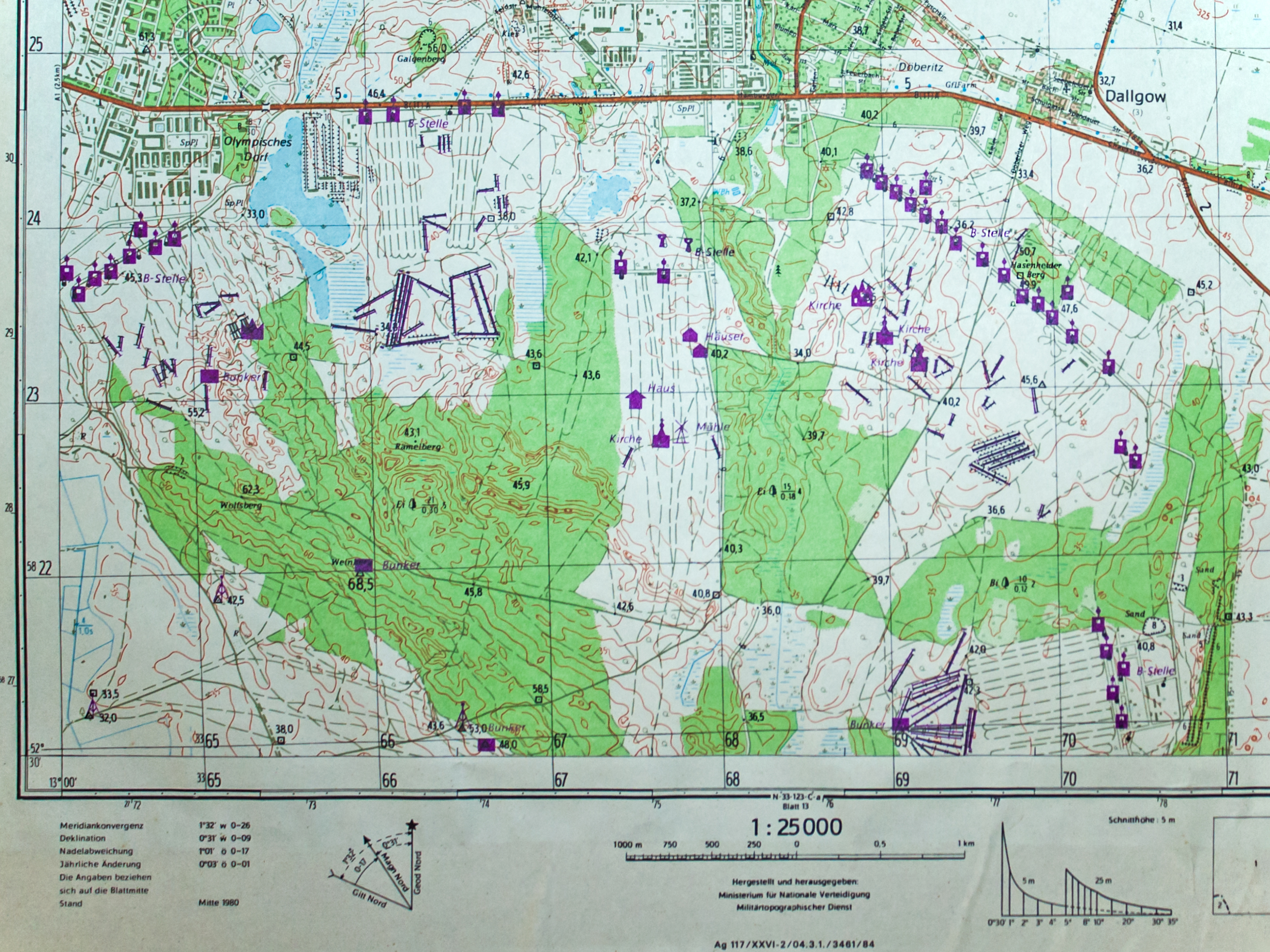
Röda arméns militärtopografiska karta 1980

Döberitzer Heide är ett omkring 5.000 hektar stort område i Brandenburg i Tyskland. Området omfattar huvudsakligen det tidigare militära övningsområdet i Döberitz, som efter avmilitariseringen avsatts som naturreservat.

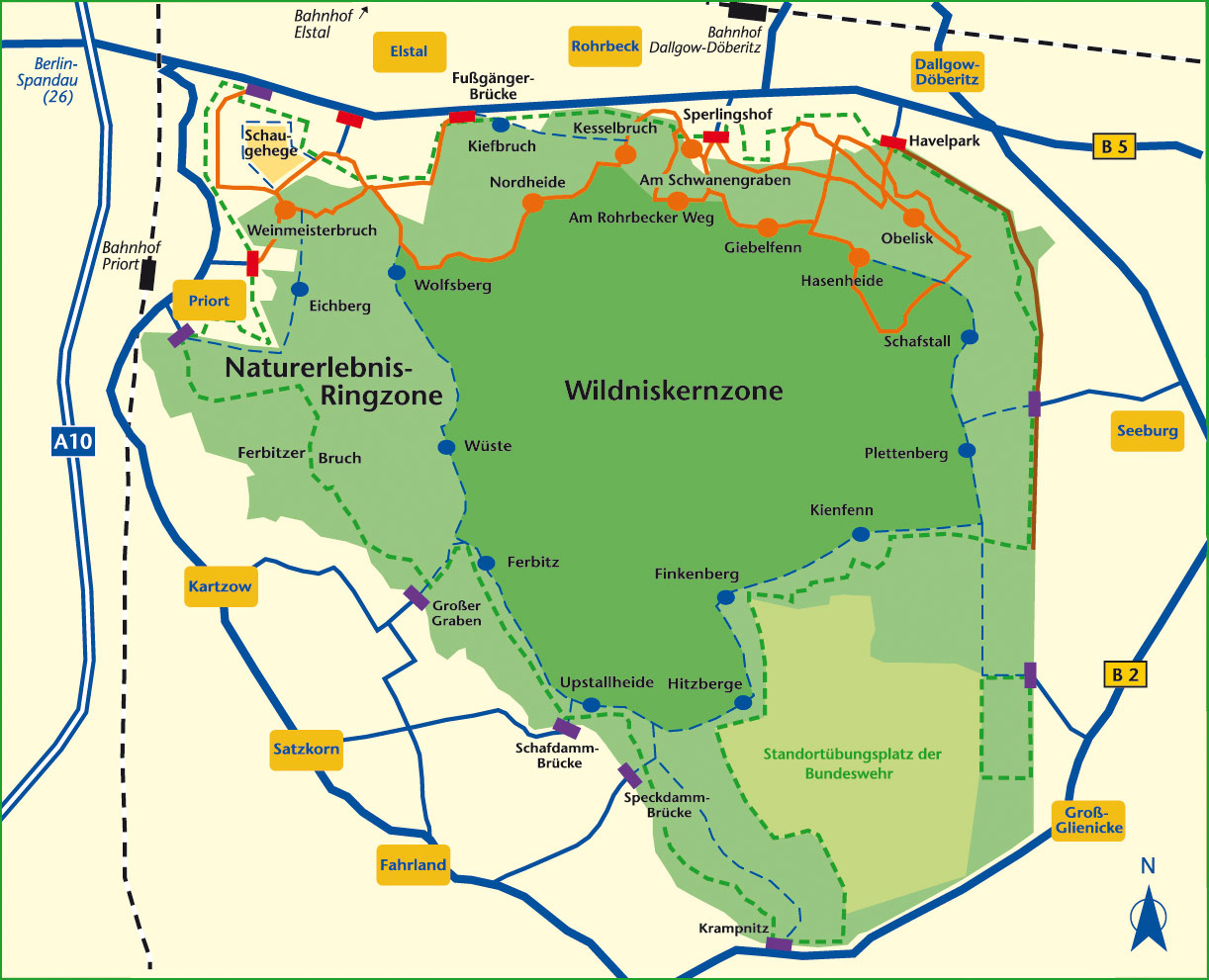
Karta över Döberitzer Heide

Naturreservatet inrättades 1997 som Sielmanns Naturlandschaft Döberitzer Heide, namngivet efter fotografen Heinz Sielmann. Området indelades i en inre Wildniskernzone ("viltreservat") och en yttre Naturerlebnis-Ringzone.

## Historia
Området var under lång tid militärt område och användes först av armén 1713 under Fredrik Vilhelm I av Preussens regering. År 1753 genomförde Fredrik II av Preussen en stor manöver med omkring 44 000 soldater i området. Döberitz militärförläggning grundades 1892 under kejsar Vilhelm II:s regering och åren 1903 till 1911 anlades Heerstrasse som direkt förbindelseväg mellan Berlins slott och Döberitz. 1910 öppnades även ett militärt flygfält. Under Olympiska sommarspelen 1936 i Berlin användes området för militära idrottstävlingar. I närbelägna Elstal låg OS-byn.
Efter andra världskriget användes området av Röda armén fram till 1991, vilket påverkade landskapet avsevärt. Efter att de sovjetiska trupperna lämnat Brandenburg efter Tysklands återförening kom Bundeswehr att i södra delen av området inrätta ett mindre övningsområde på omkring 550 hektar för förband stationerade i Berlin och Potsdam.
Att området använts militärt under lång tid har begränsat exploateringen, och skapat ett öppet landskap med hedar och torra sandytor. Många sällsynta arter har därför trivts i området. På grund av den stora mängden delvis odetonderad ammunition i området kom stora delar av området att spärras av för allmänheten.

## Viltreservatet
Viltreservatet är 1.860 hektar stort, omgärdas av elektriska stängsel och är inte tillgängligt för allmänheten. Där har satts ut djurarter som kronhjort, visent och Przewalskis häst. Djuren i reservatet lever i vilt tillstånd, utan utfodring.
I januari 2008 kom de första Przewalskis hästarna och i mars de första visenterna till Döbernitzer Heide. Under åren har sammanlagt 50 visenter satts ut i det fria och populationen 2019 var omkring 80 visenter, 24 Przewalsis hästar och omkring 90 kronhjortar.

## Bildgalleri

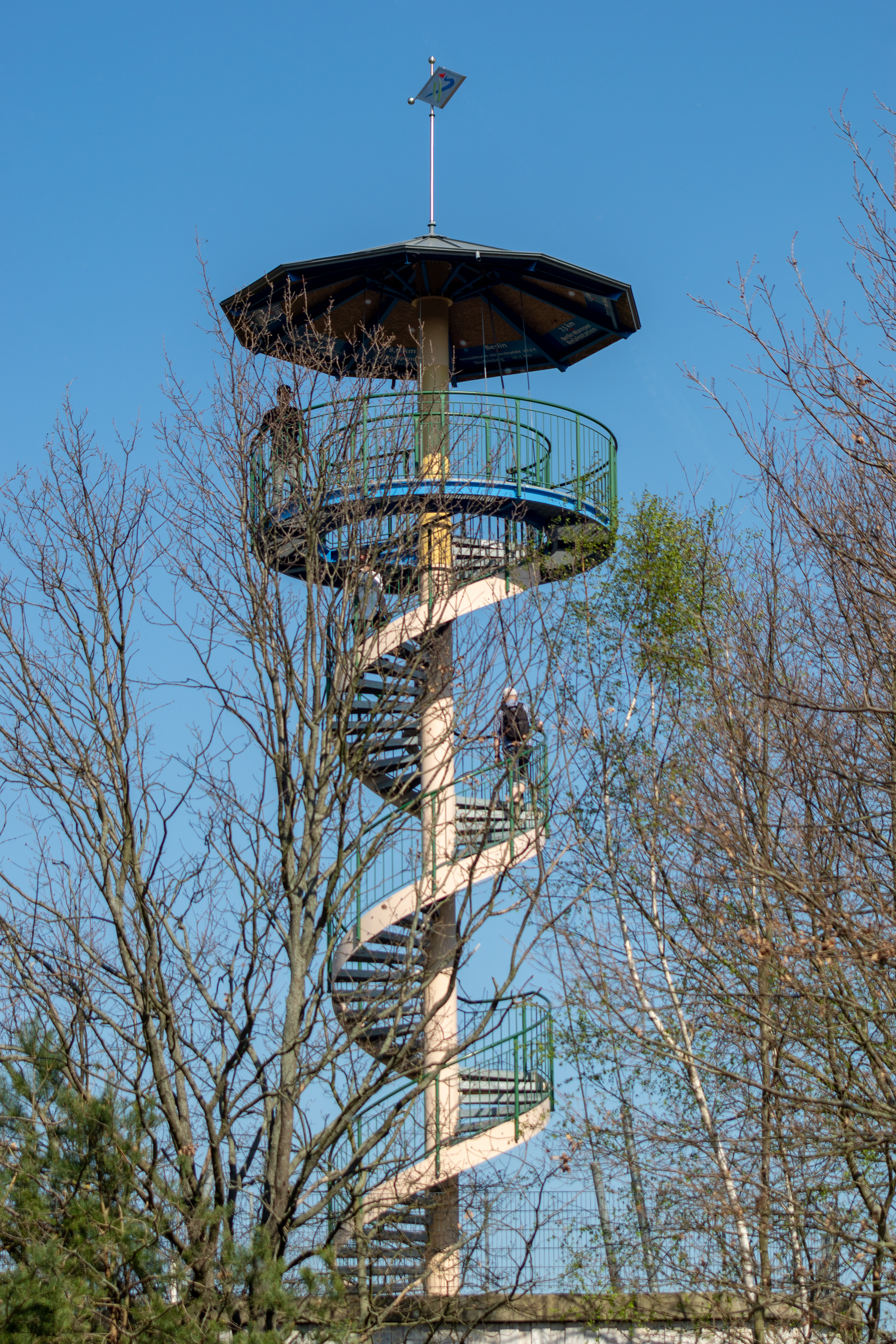
Utsiktstornet
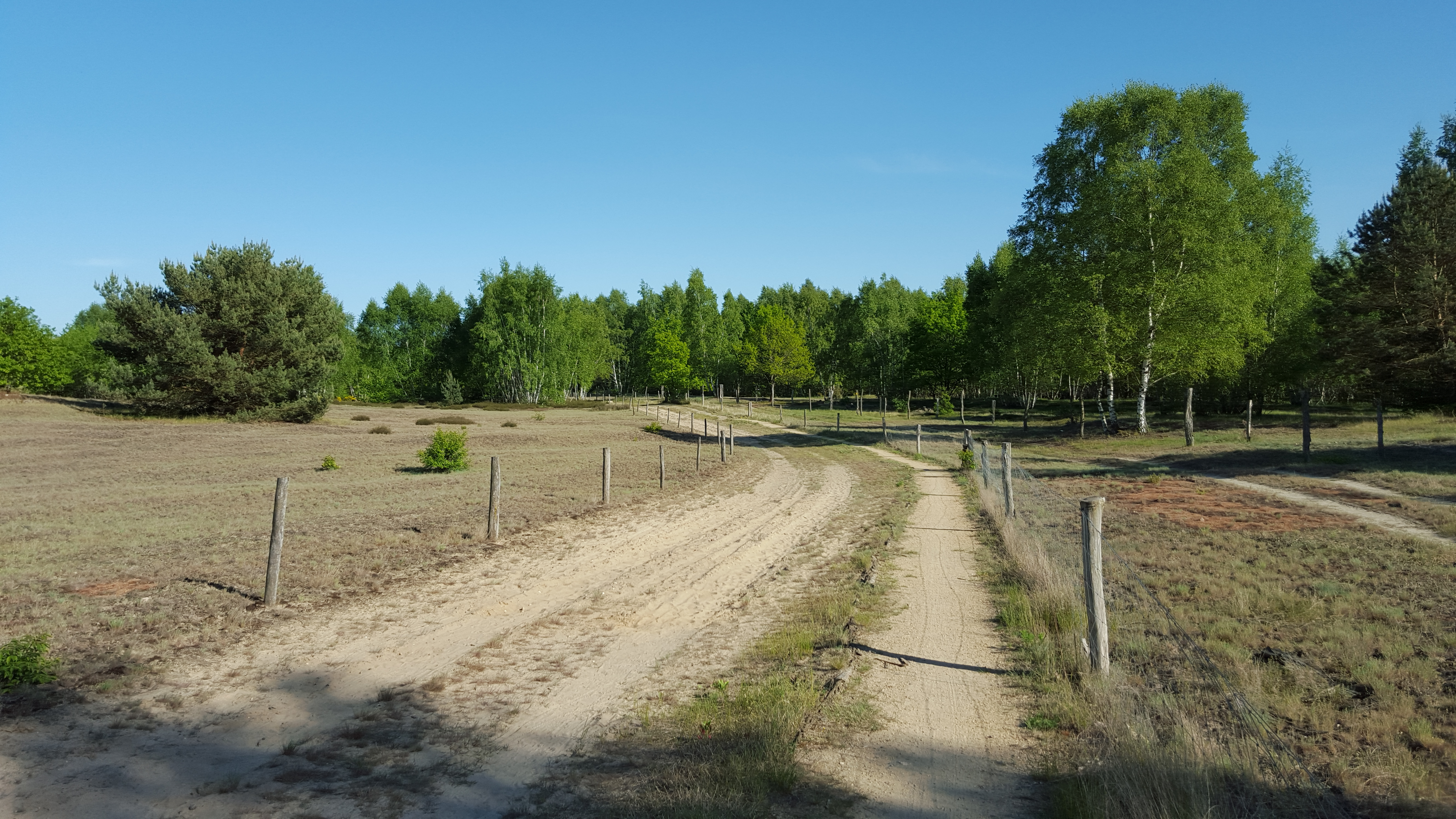
Landskap
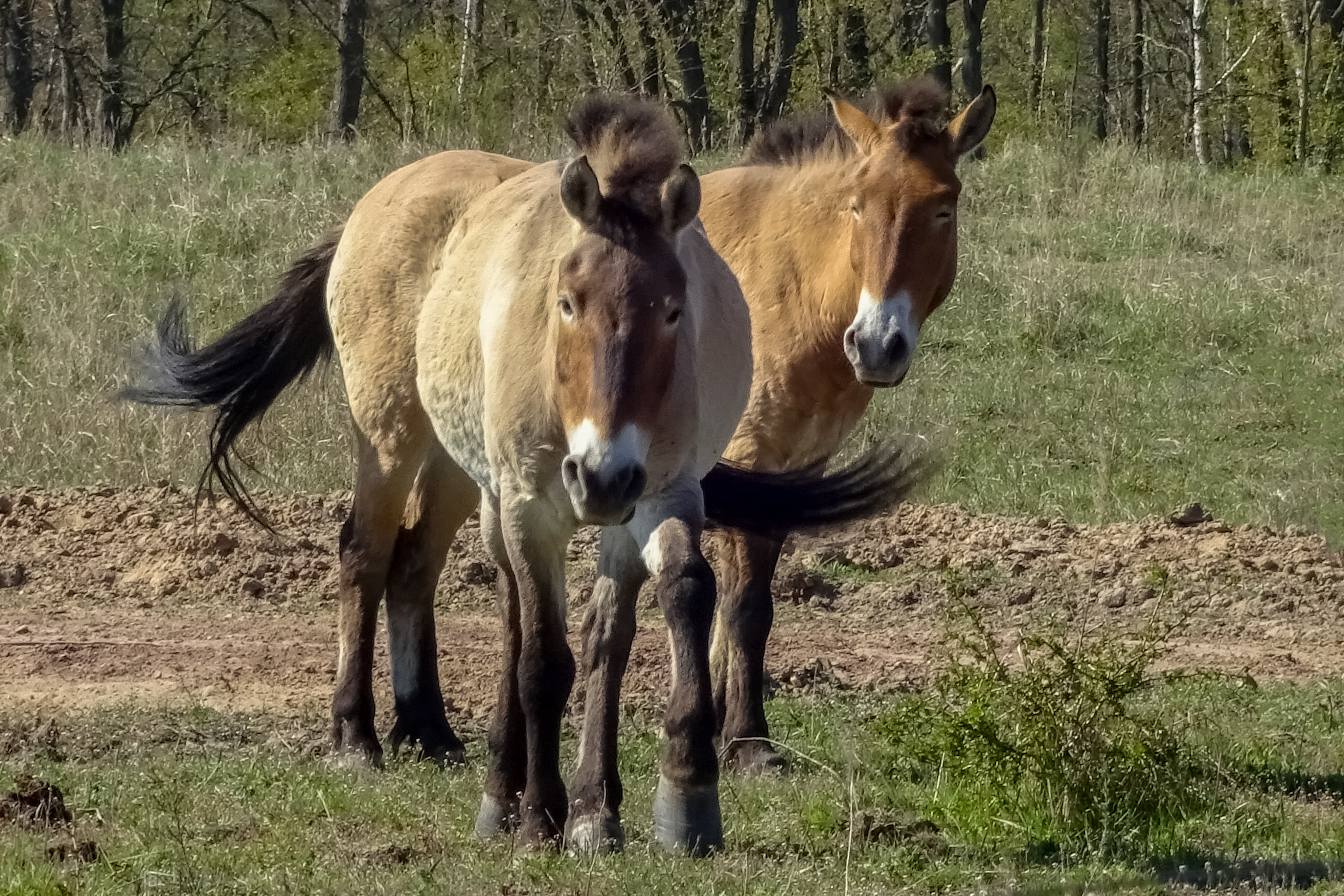
Przewalskis häst i viltreservatet
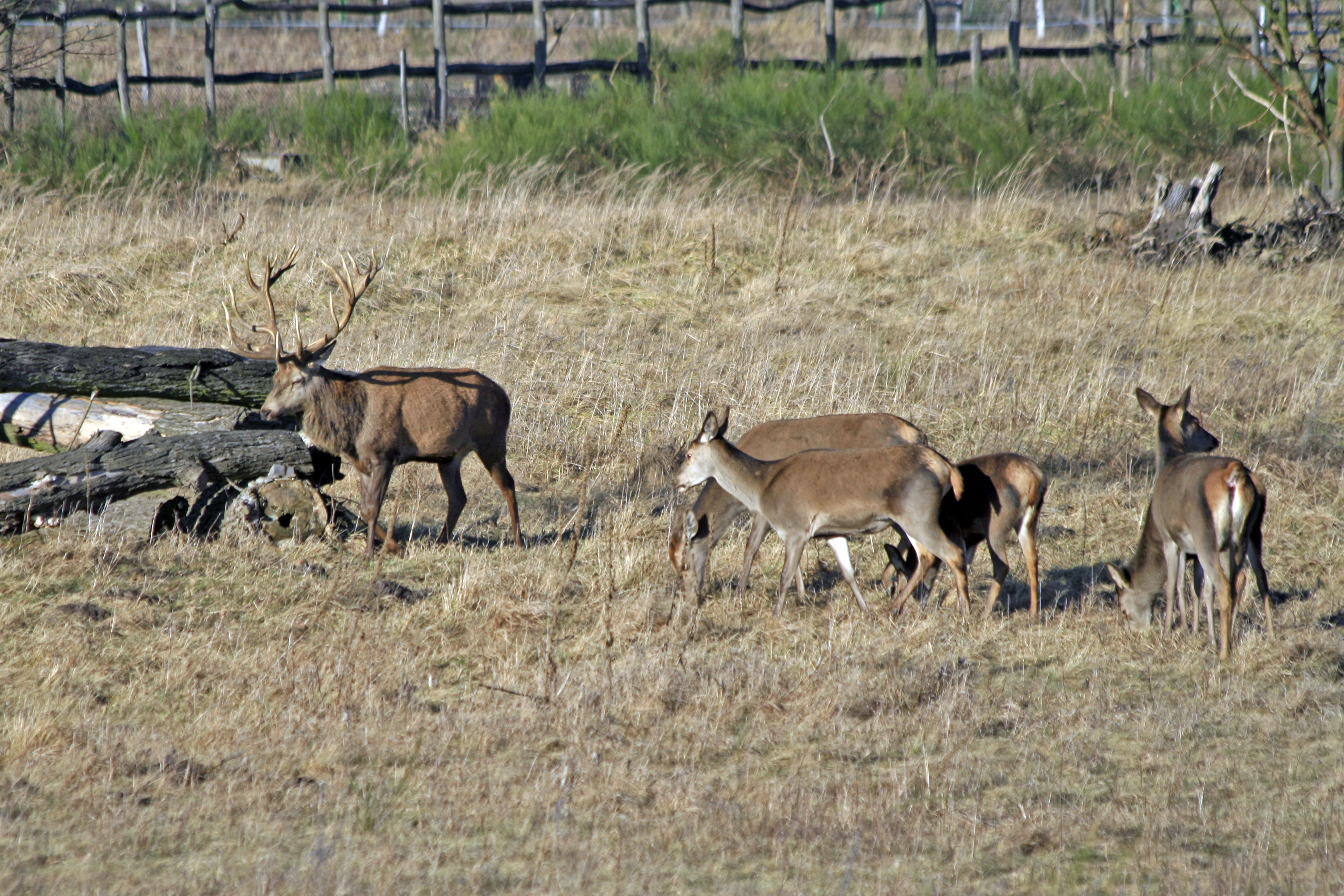
Kronhjortar
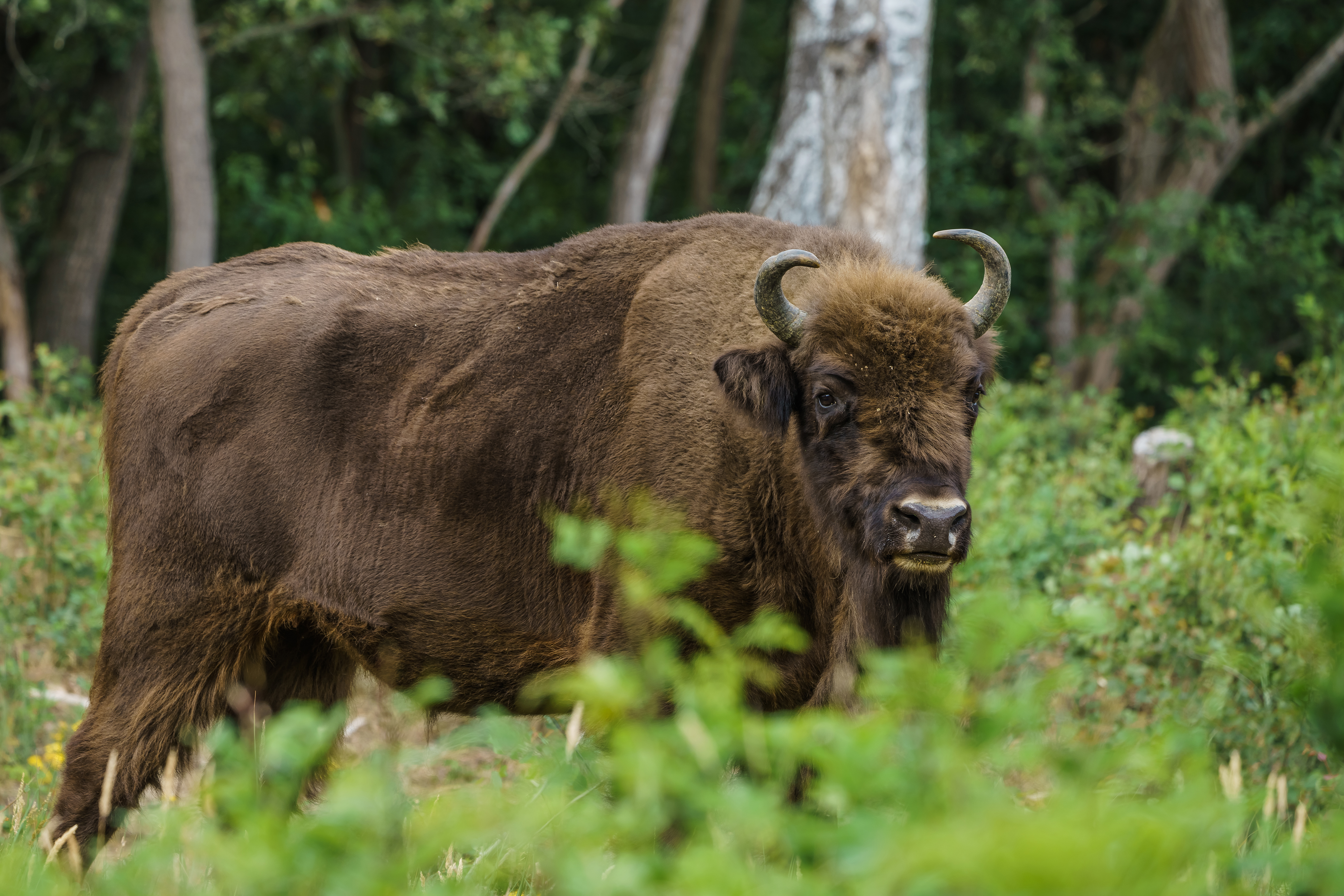
Visent
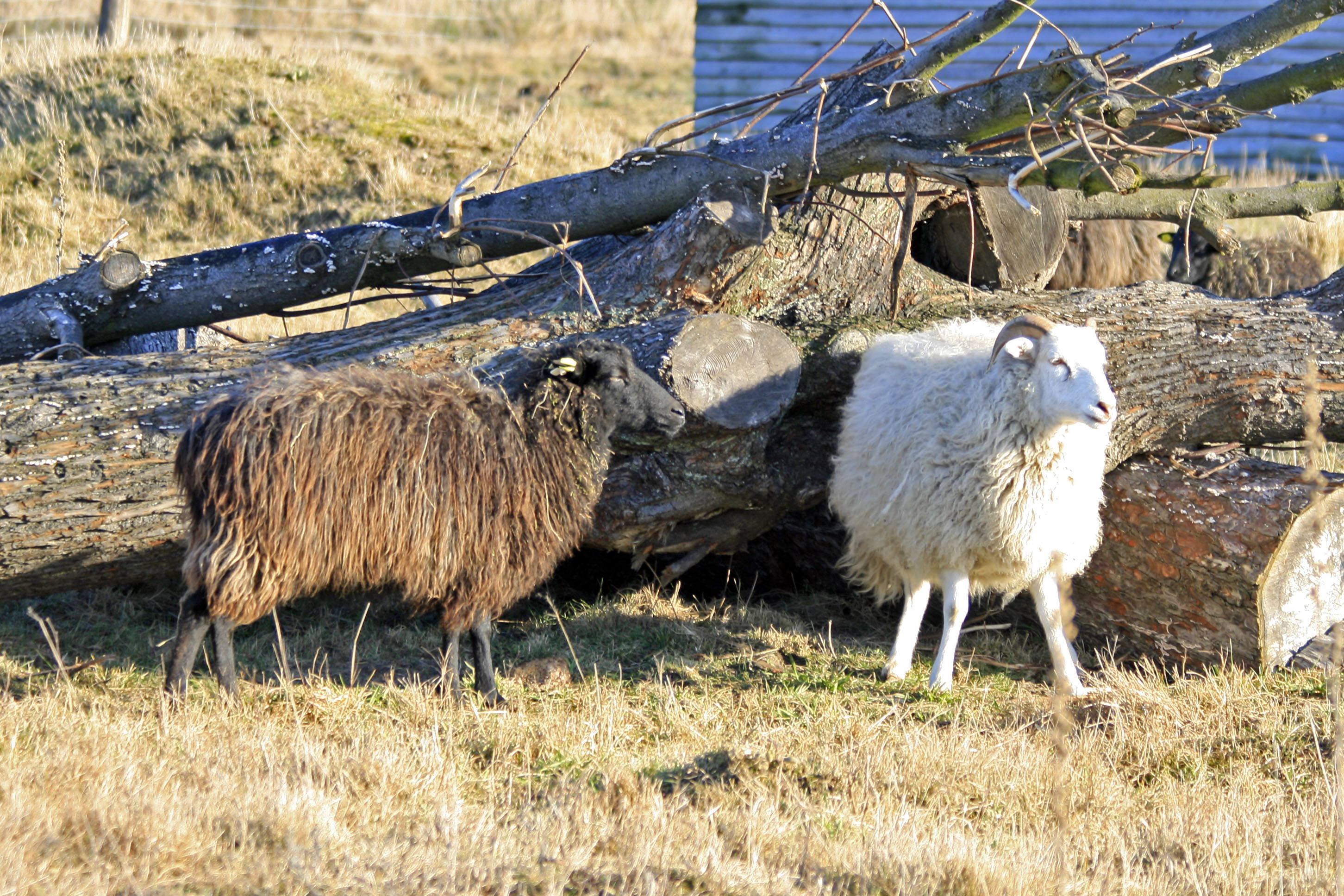
Skuddefår
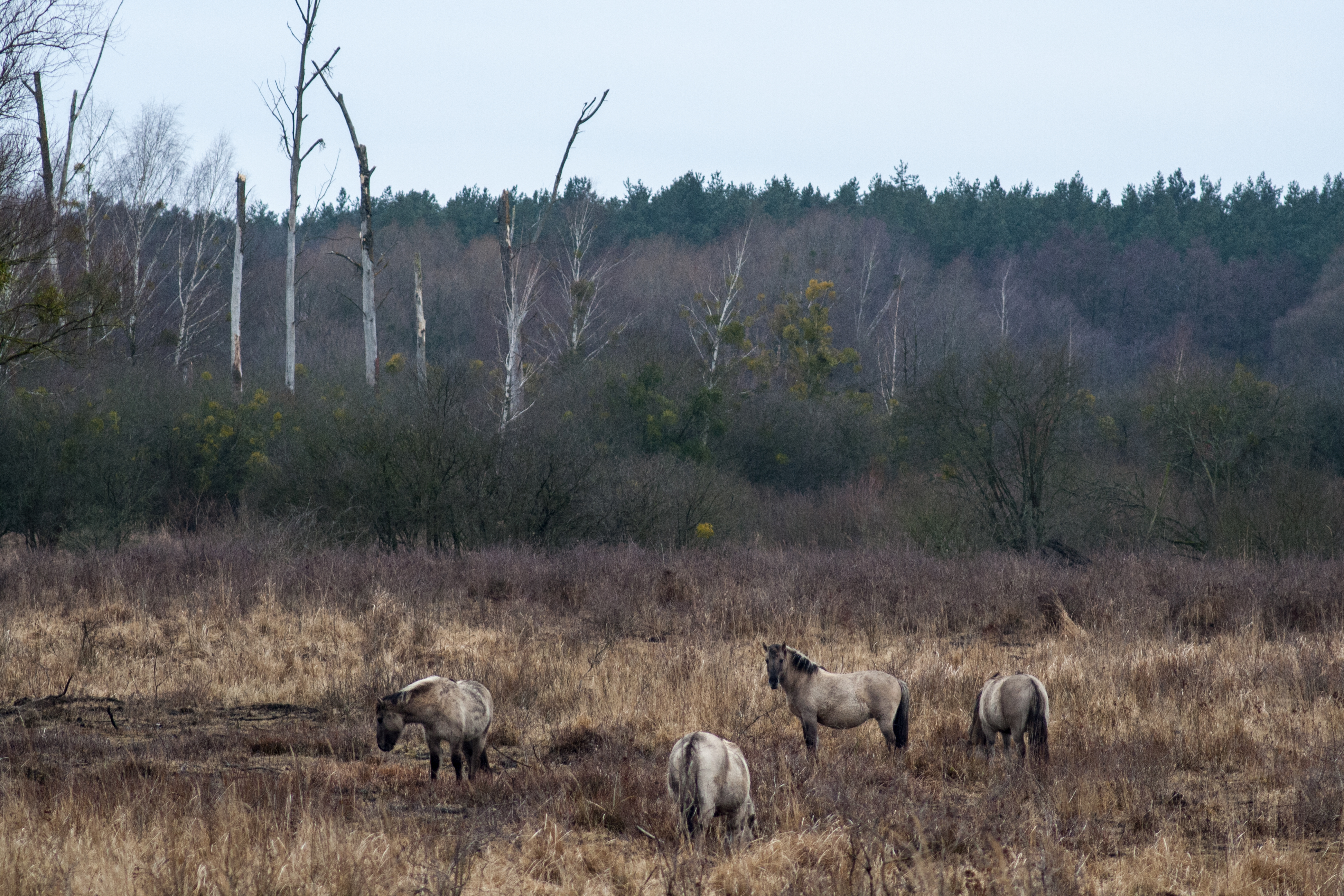
Konikponnyer